# Max Tribus
Max Tribus (* 4. Januar 1900 in Fügen (Tirol); † 1. Mai 1983 in Innsbruck) war ein Tiroler Regisseur und Dramatiker.

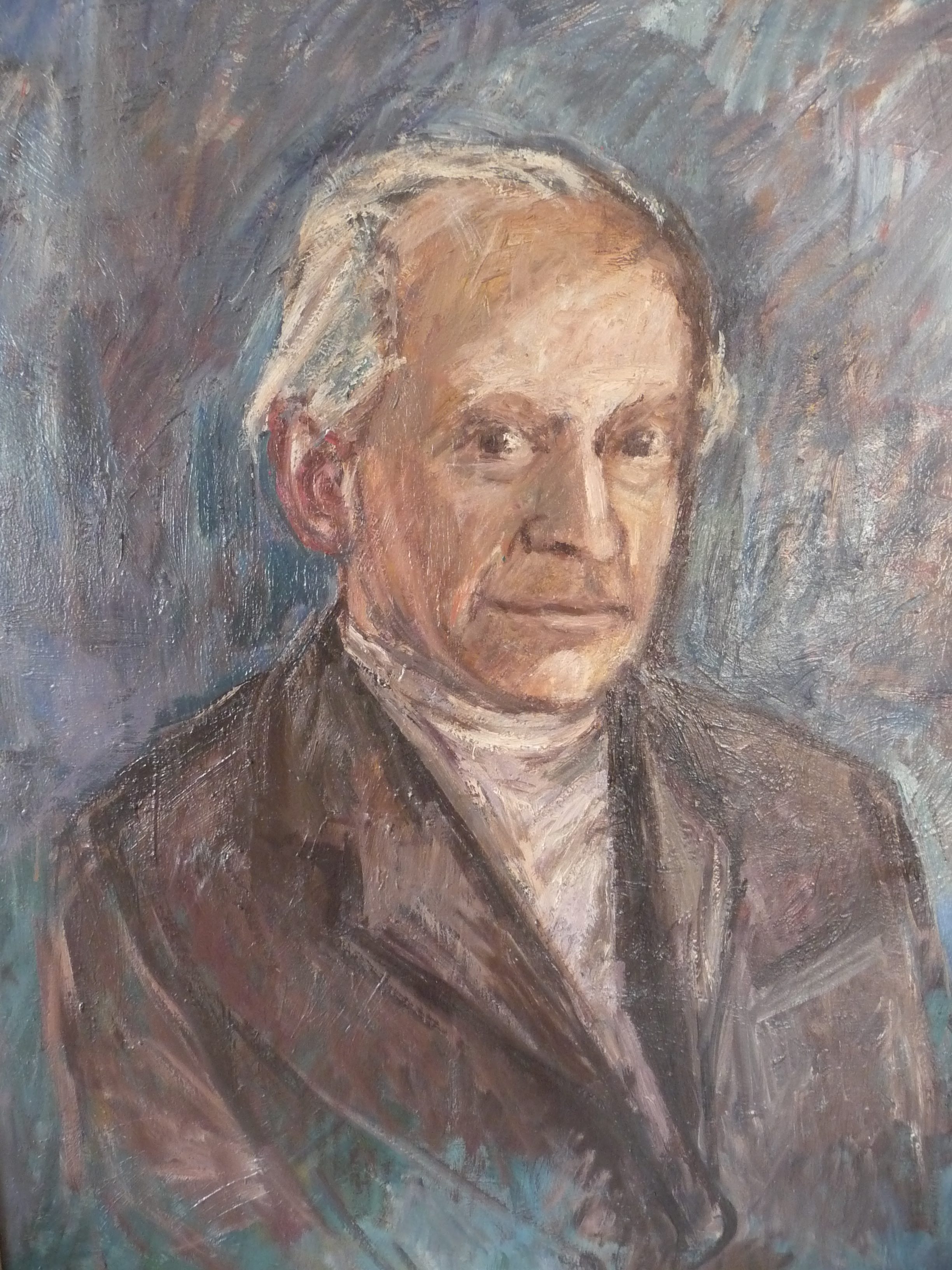
Max Tribus. Porträt von H. Sperlich 1971

## Leben
Der Sohn eines Landrichters wuchs in Fügen im Zillertal auf. Das Geschehen im  k.u.k.-Bezirksgericht blieb dem Knaben nicht verborgen und weckte früh sein Interesse für dramatisches Geschehen. Das bäuerliche, fest im Katholizismus verwurzelte Fügener Dorfleben mit seinen vielfältigen Traditionen prägte ihn.
Später besuchte er das Gymnasium in Hall und Innsbruck. Tribus schien dazu bestimmt, in die Fußstapfen seines Vaters zu treten und in vierter Generation Tiroler Landrichter zu werden. Doch familiäre Schicksalsschläge und die Wirren der Zeit zwangen ihn, 1920 sein Jurastudium abzubrechen. Danach arbeitete er als Rechnungspraktikant im Innsbrucker Finanzamt. Der Beruf als Finanzbeamter diente Tribus zeitlebens als bloßer Broterwerb, seine eigentliche Passion blieb stets das Theater.
In den frühen 1920er Jahren gründete er mit Herta Schweiggl die Altdeutschen Volks- und Märchenspiele in Innsbruck. Neben eigener Betätigung als Schauspieler galt sein Interesse der Spielleitung. In jenen Jahren nahm Tribus auch seine Tätigkeit als Theaterrezensent auf.
1924 heiratete Tribus die Innsbruckerin Herta Schweiggl, die seine Arbeit unterstützte. Das Künstlerpaar hatte zwei Kinder, Helmut und Edda.
1925 übersiedelte Tribus nach Feldkirch. Im Feldkircher Künstlerkreis um Adalbert Welte und die Stiefbrüder Ferdinand und Eugen Andergassen fand Tribus ein inspirierendes Umfeld. Herta Tribus übernahm oftmals die Hauptrolle, so 1925 bei der Freilichtaufführung „Um's Paradies“ von Gorbach. 1926 inszenierte Tribus die erste große Freilichtaufführung auf der Tosner Burg „Das Tellspiel der Schweizerbauern“ von J. Weinrich mit Adalbert Welte und Eugen Andergassen in den Hauptrollen.
In den folgenden Jahren weitete er seine Tätigkeit als Spielleiter bei den Feldkircher und Rankweiler Festspielen aus. Tribus' Inszenierungen, oft mit über 100 Mitwirkenden, sorgten für Aufsehen. 1934, bei der  Aufführung von Anna Linder-Knechts Wallfahrtsspiel „St. Fridolin“ ließ Tribus über 200 Laienschauspieler und Sänger vor der romantischen Kulisse der Rankweiler Burgkirche auftreten.
1939 wurde Tribus nach Innsbruck versetzt und begann seither auch eigene Stücke zu schreiben. 1943 sorgte er für einen Skandal in Innsbruck, nachdem Gauleiter Hofer die zweite Aufführung seines Theaterstückes „Das Mädchen von Spinges“ besucht hatte. Hofer verlangte, er solle die „pazifistische“ Schlussszene im Sinne der nationalsozialistischen Ideologie umschreiben. Tribus widersetzte sich diesem Ansinnen. Hierauf wurde das Stück sofort abgesetzt und Tribus zum Militär eingezogen.
Nach dem Krieg wurde Tribus vor allem mit seinem „Mädchen von Spinges“ und mit dem populären „kleinen Notburgaspiel“, das er oftmals selbst inszenierte, in Nord- und Südtirol  bekannt. Zum „großen Notburgaspiel“ bei den Rattenberger Schlossspielen 1965 erschienen über 10.000 Zuschauer.
In späteren Jahren stellte Tribus seine Erfahrung in den Dienst der Innsbrucker Arbeitsgemeinschaft für Volkstheater und Laienspiel der Katholischen Aktion. Als Spielberater des Landes Tirol leitete er Spielwochen und Volksspieltagungen. Max Tribus ist der Vater des Lyrikers Helmut Tribus (1927–2020).

## Werk

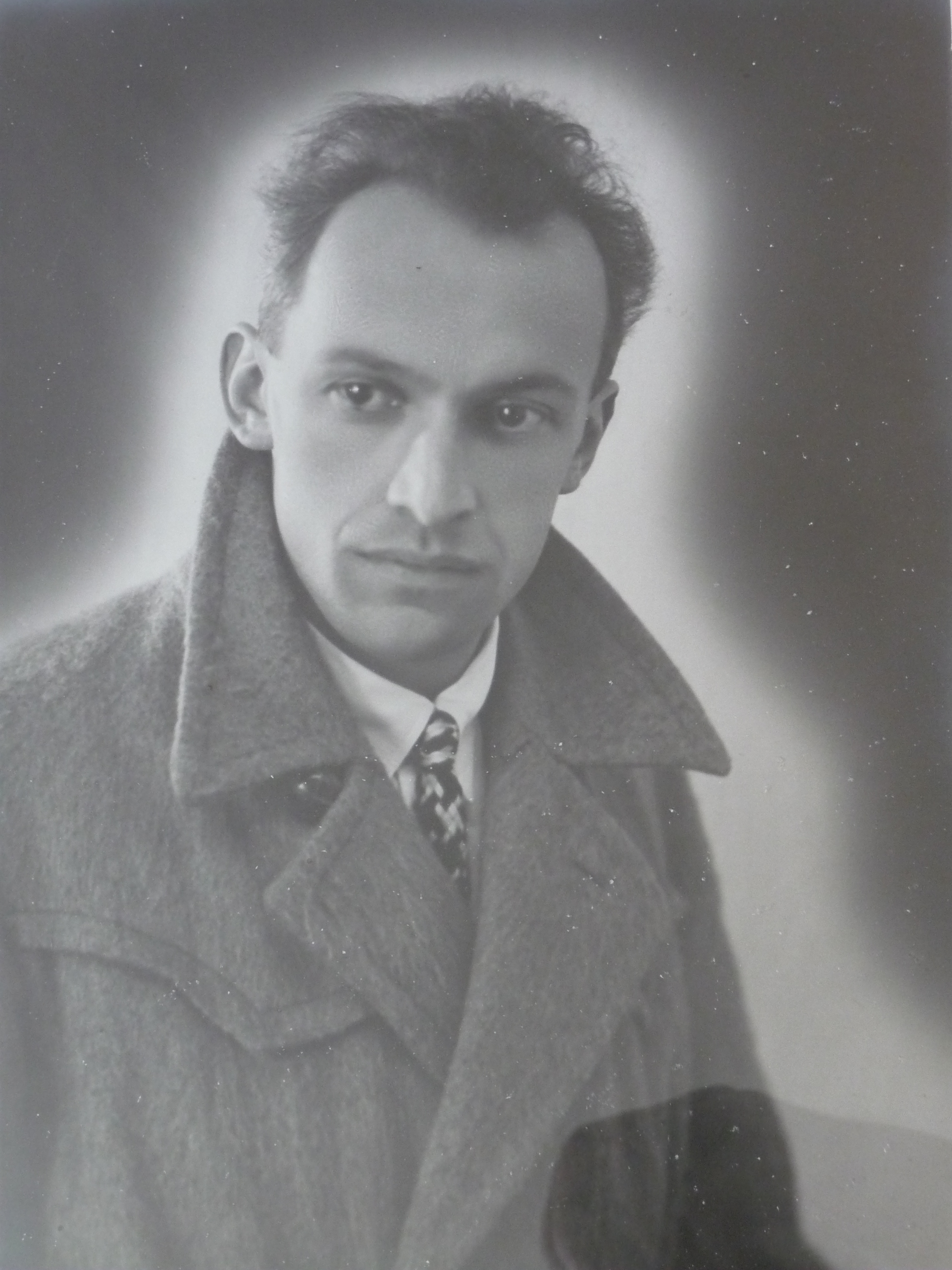
Max Tribus als Regisseur in Feldkirch

Tribus versuchte bereits früh, das überkommene naturalistische Vereinstheater durch das zeitgemäße christlich-deutsche Laienspiel zu ersetzen. Er bearbeitete sowohl historische Stoffe aus der Tiroler Geschichte wie auch religiöse Themen. Seine in Tiroler Mundart verfassten, teilweise ernsten, teilweise heiteren Stücke, sind geprägt von einer christlichen Weltsicht. Genaue Kenntnis Tiroler Denk- und Lebensweise, lebensfrische Sprache und kraftvolle Inszenierungen verschafften seinen Stücken Popularität und begründen Tribus' Rang als originären Vertreter des Tiroler Volksschauspiels.
„Unsere Festspiele von damals waren Volksspiele im wahrsten Sinn des Wortes, hervorgebracht und gestaltet von der Bevölkerung selbst und zu deren Nutz und Frommen“, zitiert aus Max Tribus: Meine Lebens- und Familiengeschichte, Innsbruck 1978.

## Inszenierungen (Auswahl)
- 1925, Feldkirch: Schauerdrama „Der Müller und sein Kind“ von E. Raupach
- 1926, Feldkirch: „Lumpacivagabundus“ von J. Nestroy
- 1926, Tosner Burg: „Das Tellspiel der Schweizerbauern“ von J. Weinrich
- 1927, Feldkirch: altflämisches Mirakelspiel „Mariechen von Nymwegen“
- 1928, Feldkirch: Mysterienspiel „Emanuel“ von Albert Drexel
- 1932, Feldkirch: „Jedermann“ von Hugo von Hofmannsthal
- 1933, Feldkirch: „Das Schutzengelspiel“ von Max Mell
- 1934, Rankweil: „Fridolinspiel“ von Anna Linder-Knecht
- 1935, Rankweil: „Sigmund-Nachbauer-Spiel“ von Anna Linder-Knecht
- 1935, Feldkirch: „Das große Welttheater“ von Hugo von Hofmannsthal

## Eigene Werke (Auswahl)

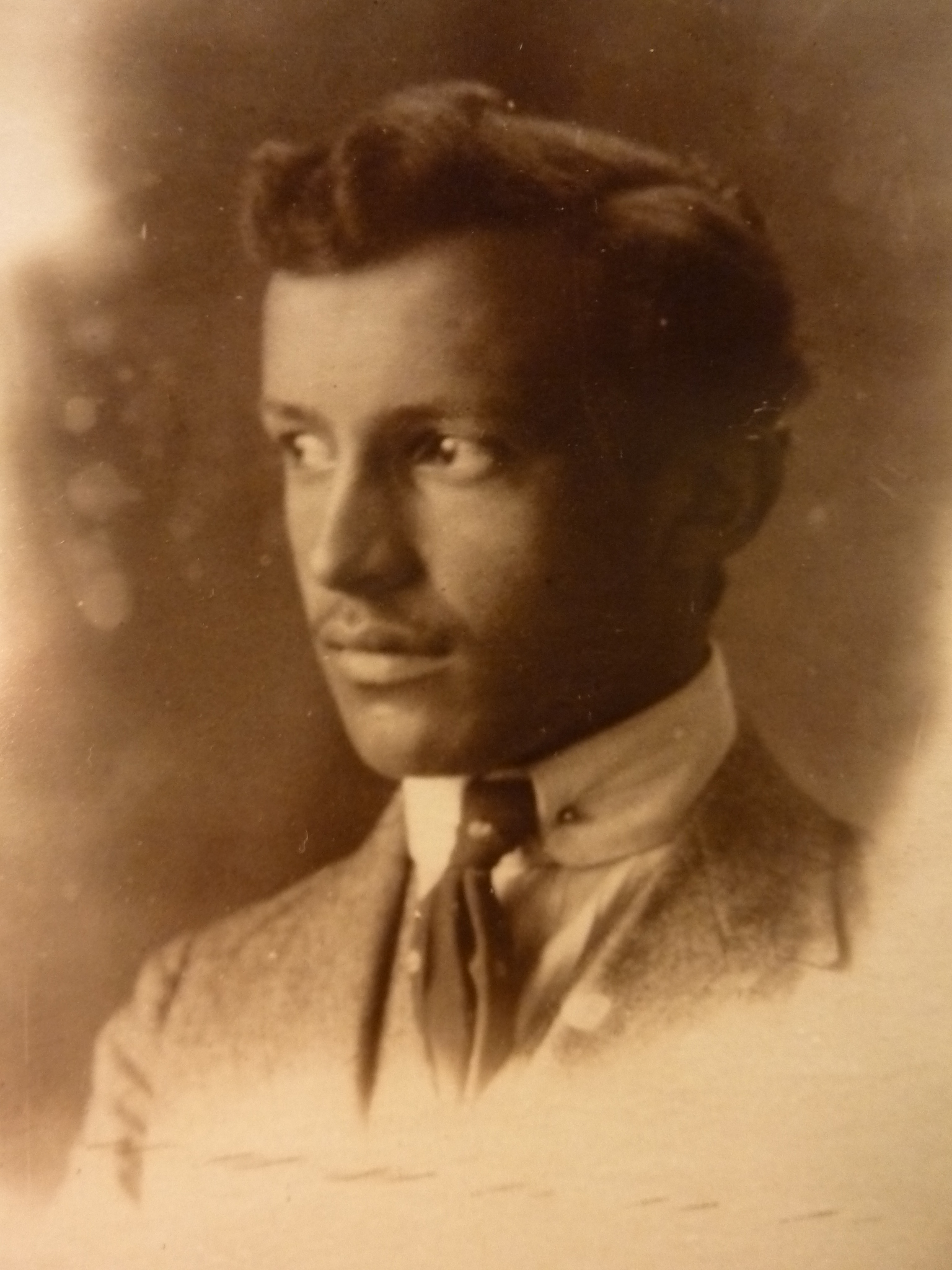
Max Tribus als junger Schauspieler in Innsbruck

- 1939: „Philippine Welser. Ambraser Schloßspiel“
- 1941: „Der gefälschte Guldenzettel – Franz von Defregger“. Graz 1941
- 1942: „Peter Anich“ (Uraufführung Landestheater Innsbruck 1942)
- 1942: „Das Mädchen von Spinges“ (Uraufführung Exl-Bühne Innsbruck 1942)
- 1943: „Josef Madersberger“. Innsbruck 1943
- 1946: „Jesus von Nazareth, der Messiaskönig“ (Uraufführung Landestheater Innsbruck 1946)
- 1948: „Das kleine Notburgaspiel“
- 1953: „Das große Notburgaspiel“. (Uraufführung Schlossbergspiele Rattenberg 1953)
- 1958: „Hans von Pienzenau. Kufsteiner Schloßspiel“
- 1959: „Als der Kaiser kam. Fügener Heimatspiel“
- 1959: „Maximilian I., Fürst und Kaiser“. Innsbruck 1959
- 1960: „Zillertaler Heimatspiel“
- 1965: „Der Teufel von Finkenberg“ Hörspiel, zusammen mit Herta Tribus

## Auszeichnungen

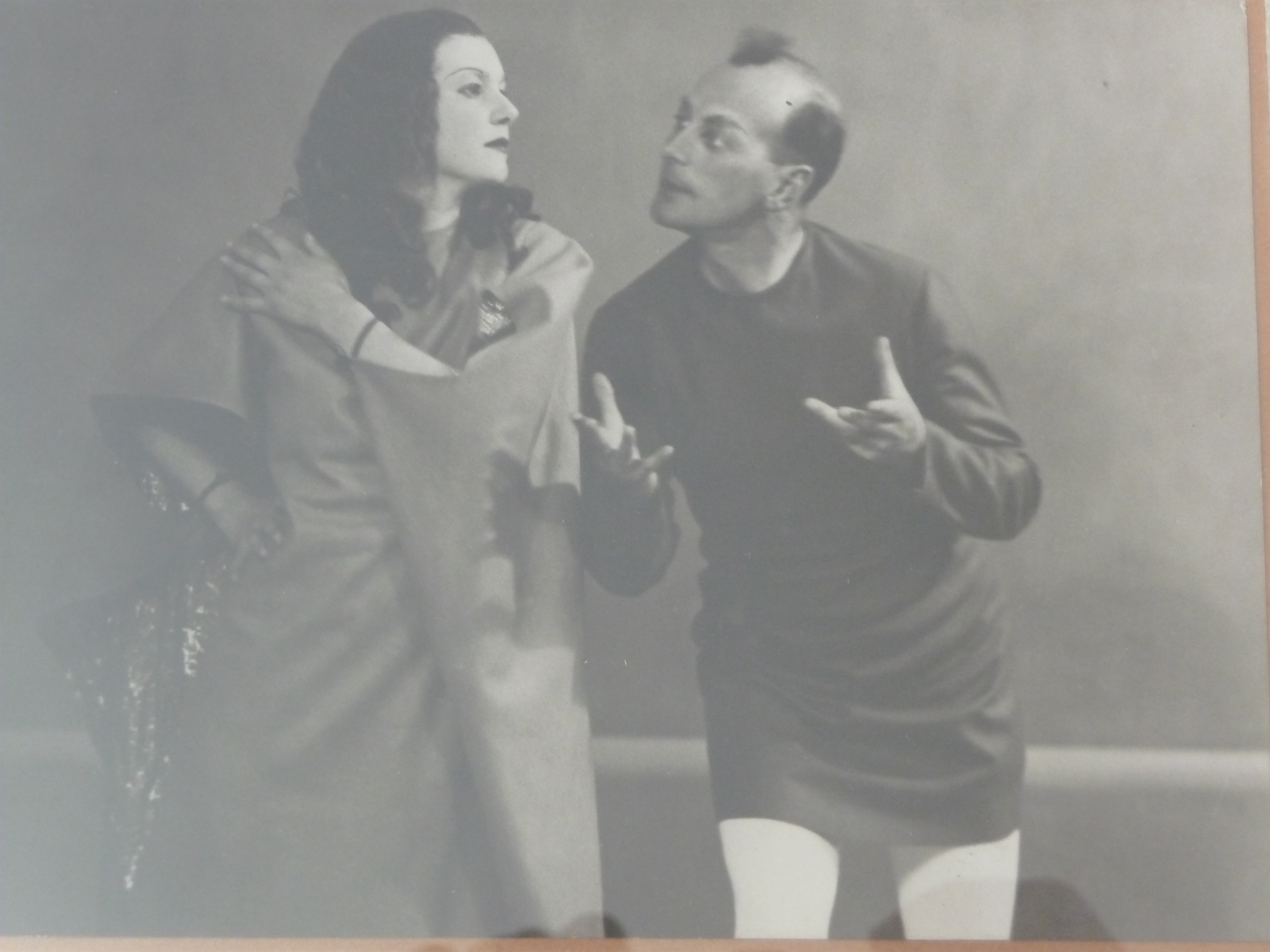
Grosses Welttheater von H. von Hofmannsthal, Feldkirch 1935. H. Tribus als Welt und K. Hartmann als Vorwitz

- 1937: Illustrazione Vaticana, Filmpreis (mit Herta Tribus) für Film-Sujet „Mutter Veronika“
- 1981: Verdienstmedaille des Landes Tirol
- 1981: Passionsspielpreis Meran für „Messiaskönig“
- 1982: Ehrenzeichen für Kunst und Kultur der Stadt Innsbruck